# Hemithraupis ruficapilla
La tangara cabecirrufa o pintasilgo de cabeza rufa (Hemithraupis ruficapilla) es una especie de ave paseriforme de la familia Thraupidae, perteneciente al  género Hemithraupis. Es endémica del sureste de Brasil.

## Distribución y hábitat
Se distribuye por la Mata atlántica y adyacencias del sureste de Brasil, desde el este de Bahía hasta el este de Santa Catarina.
Esta especie es considerada localmente bastante común en sus hábitats naturales: el dosel, los bordes y claros de bosques húmedos, por debajo de los 1500m de altitud.

## Descripción
Mide 13 a 14 cm de longitud y pesa 13 g. El pico es amarillo con el culmen negruzco; las patas son azul cian. El macho presenta cabeza color rojo ferruginoso; los lados del cuello son amarillos y el pecho anaranjado; el lomo es de color verde oliva brillante y la cola oliva con tonos negruzcos y puntas blancas; la rabadilla roja; las alas por arriba son de color oliva con tonos negruzcos, con plumas azules en las remeras primarias y blancas por debajo; presenta tonos azul cian en el hombro y los flancos; el vientre es gris muy claro. El plumaje de la hembra es de color verde con el vientre crema a blancuzco.

## Alimentación
Se alimenta de frutos e insectos, especialmente de larvas que encuentra entre el follaje y en los troncos de los árboles.

## Sistemática

### Descripción original
La especie H. ruficapilla fue descrita por primera vez por el naturalista francés Louis Pierre Vieillot en 1818 bajo el nombre científico Nemosia ruficapilla; la localidad tipo es: «Río de Janeiro, Brasil».

### Etimología
El nombre genérico femenino Hemithraupis se compone de las palabras griegas «hēmi»: mitad, pequeño, y  «θραυπίς thraupis»: pequeño pájaro desconocido mencionado por Aristóteles, tal vez algún tipo de pinzón (en ornitología thraupis significa «tangara»); y el nombre de la especie «ruficapilla» se compone de las palabras del latín  «rufus»: rufo, rojizo, y «capillus»: de gorra.

### Taxonomía
Los amplios estudios filogenéticos recientes comprueban que la presente especie es hermana de Hemithraupis guira, y el par formado por ambas es hermano de H. flavicollis.

### Subespecies
Según las clasificaciones del Congreso Ornitológico Internacional (IOC) y Clements Checklist/eBird v.2019 se reconocen dos subespecies, con su correspondiente distribución geográfica:
- Hemithraupis ruficapilla bahiae J.T. Zimmer, 1947 – sureste de Bahía, en el este de Brasil.
- Hemithraupis ruficapilla ruficapilla (Vieillot), 1818 – sureste de Brasil (Minas Gerais y Espírito Santo hasta Santa Catarina).